# Linn Jørum Sulland
Linn Jørum Sulland, née le 15 juillet 1984 à Oslo, est une handballeuse internationale norvégienne, elle joue au poste d'arrière droite.
Avec la Norvège, elle est notamment une fois championne olympique, deux fois championne du monde et deux fois championne d'Europe.

## Biographie
Linn Jørum Sulland est la fille de la gardienne Guri Jørum, également internationale norvégienne entre 1975 et 1979.
En 2011, elle remporte la Ligue des champions avec son club de Larvik HK.
En 2015, elle remporte le championnat du monde au Danemark en battant les Pays-Bas en finale.
Elle est au cœur de la polémique qui frappa le championnat d'Europe 2012 : l'entraîneur et coach serbe lui a retenu le maillot du bord du terrain lors du match Serbie-Norvège pour permettre à son équipe de gagner.

## Palmarès

### Clubs
compétitions internationales
- vainqueur de la Ligue des champions en 2011[4] (avec Larvik HK) et 2021 (avec Vipers Kristiansand)
- finaliste de la Ligue des champions en 2013[5] (avec Larvik HK) et 2015 et 2016 (avec Győri ETO KC)
- finaliste de la Coupe de l'EHF (C3) en 2018 (avec Vipers Kristiansand)

compétitions nationales
- championne de Norvège (10) en 2010, 2011, 2012, 2013, 2014 et 2015 (avec Larvik HK), 2018, 2019, 2020, 2021 (avec Vipers Kristiansand)
- championne de Hongrie en 2016  (avec Győri ETO KC)
- vainqueur de la coupe de Norvège (10) en 2010, 2011, 2012, 2013, 2014, 2015 (avec Larvik HK), 2017, 2018, 2019 et 2020 (avec Vipers Kristiansand)

### Sélection nationale
Jeux olympiques
- médaille d'or aux Jeux olympiques de 2012 à Londres,  Royaume-Uni

championnats du monde
- vainqueur du championnat du monde 2015
- 5e place du championnat du monde 2013
- vainqueur du championnat du monde 2011
- finaliste du championnat du monde 2007[6]
- 9e place du championnat du monde 2005

championnats d'Europe
- 5e place du championnat d'Europe 2018
- finaliste du championnat d'Europe 2012[7]
- vainqueur du championnat d'Europe 2010
- vainqueur du championnat d'Europe 2008

### Distinctions individuelles
- meilleure marqueuse de la Ligue des champions 2019[8]